# Wilhelmus Bekkers
Wilhelmus Johannes Bekkers (Arnhem, 21 agosto 1890 – Arnhem, 13 novembre 1957) è stato un tiratore di fune olandese.

## Biografia
Ha partecipato ai giochi olimpici di Anversa del 1920, dove ha vinto la medaglia d'argento nel tiro alla fune con la squadra olandese, vincendo nella finale per il secondo/terzo posto contro la squadra belga.

## Palmarès
In carriera ha conseguito i seguenti risultati:
- Giochi olimpici

Anversa 1920: argento nel tiro alla fune.